# 蔓生拉拉藤
蔓生拉拉藤（学名：Galium humifusum）为茜草科拉拉藤属下的一个种。

## 扩展阅读
- 維基物種上的相關：蔓生拉拉藤